# 陳謳明
陳謳明大主教（英語：The Most Revd Andrew Chan，1962年—）是香港聖公會西九龍教區主教及香港聖公會教省主教長兼任香港聖公會澳門傳道地區主教。

## 背景
陳謳明於1981年於聖多馬堂(St Thomas' Church)領受堅振禮。1987年獲紐卡素大學哲學學士（教育）學位，1991年獲疏士巴利威斯神學院神學證書，2004年獲倫敦大學哲學及神學專科學院文學碩士（牧養神學）。陳謳明於1991年10月18日獲當時的聖公會港澳教區按立為會吏，1992年9月29日按立為牧師，歷任靈風堂(Holy Spirit Church)主理聖品、聖路加堂(St. Luke's Church)主任，2005年5月出任聖約翰座堂座堂主任，是香港首位華人擔任座堂主任牧師。2006年11月陳牧師獲派立為法政牧師。2011年6月26日當選西九龍教區第2任主教，接替榮休的蘇以葆。2012年3月25日領受祝聖晉牧，成為主教，翌日於西九龍教區諸聖座堂陞座就任該教區第2任主教。陳謳明是聖公宗(香港)小學監理委員會有限公司執行委員會主席，也是明華神學院校董。陳謳明是普世聖公宗網絡（外勞及難民）主席。於2020年10月18日香港聖公會第八屆總議會特別會議中，當選為第三任大主教暨主教長，於2021年1月3日就職。2023年起成為第十四屆港區全國政協委員特邀香港人士。
| 聖公會頭銜      | 聖公會頭銜                      | 聖公會頭銜    |
| --------------- | ------------------------------- | ------------- |
| 前任者： 蘇以葆 | 聖公會西九龍教區主教 2012年起   | 繼任者： 現任 |
| 前任者： 鄺保羅 | 聖公會澳門傳道地區主教 2021年起 | 繼任者： 現任 |
| 前任者： 鄺保羅 | 香港聖公會主教長 2021年起       | 繼任者： 現任 |